# Valentino (2013)
Valentino is een Nederlandse speelfilm. Het is de eerste film waarin Najib Amhali de hoofdrol speelt.

## Verhaal
Dino Valentino is een Marokkaan die zich uitgeeft voor Italiaan en zo een succesvolle baan als Maserati-verkoper heeft verworven; hij concurreert met collega Lammers om promotie tot directeur. Hij is verloofd met Monique, de dochter van zijn baas; ook tegenover haar doet hij of hij Italiaan is.
Zijn vader krijgt een hartaanval; op diens aandringen belooft Valentino zich aan de ramadan te houden, in zijn vaders plaats. Hij houdt een ontmoeting tussen Monique en zijn familie af, omdat de laatste niet weet dat hij zich voordoet als Italiaan. Ook de ondertrouw wil hij uitstellen, omdat uit zijn paspoort zou blijken dat hij Marokkaan is. Door alle perikelen dreigt zijn promotie in het water te vallen, en ook zijn relatie met Monique. Zijn vriend David levert hem na aandringen een vals paspoort, waarna hij in Las Vegas met Monique wil trouwen. Zijn baas komt er echter achter dat hij Marokkaan is en vertelt dat aan zijn dochter. Die is kwaad, maar uiteindelijk komt het goed tussen de twee.

## Rolverdeling
- Najib Amhali - Farid Ben Saoud / Dino Valentino
- Elise Schaap - Monique, de vriendin van Dino
- Derek de Lint - Karel, de vader van Monique en baas van Dino
- Nuzha Salah - Rashida Ben Saoud, de moeder van Farid
- Mahjoub Benmoussa - Mohammed Ben Saoud, de vader van Farid
- Mohammed Azaay - Karim Ben Saoud, de broer van Farid
- Mimi Ferrer - Aziza Ben Saoud, de zus van Farid
- Kees Boot: Lammers, een collega van Dino
- Nasrdin Dchar - Nourdin, een collega van Dino
- Johnny de Mol - David, schilder en goede vriend van Farid
- Yolanthe Sneijder-Cabau - Nienke, fotografe en de vriendin van David

## Productie

### Ontwikkeling
Lemming Film kreeg niet de volledige financiering rond en besloot een grote crowdfunding-campagne te starten. Via de officiële site kon het publiek een bedrag van €10,-, €20,-, €50,-, €100,-, €250,-, €1.000,- en €2.000,- aan de producers doneren.

### Acteurs
Voor de rol van Dino Valentino werd eigenlijk gezocht naar een Marokkaanse acteur van eind twintig begin de dertig, maar de producenten kwamen uiteindelijk op Mimoun Oaïssa, Mohammed Chaara en Noah Valentyn. De producenten wilden niet te veel Shouf Shouf Habibi! of Het schnitzelparadijs en besloten verder te zoeken. Uiteindelijk kwamen ze op Najib Amhali die aanvankelijk te oud was. De producenten besloten het personage Dino Valentino ouder te maken die naast over zijn afkomst ook over zijn leeftijd liegt. Kort na het bekendmaken van Amhali's hoofdrol werd Elise Schaap gepresenteerd als Monique, de vriendin van Amhali,  Nog in dezelfde week werden ook Derek de Lint als Karel de directeur van een Maserati-dealer en de vader van Monique, Mimi Ferrer als Aziza, de zus van Dino Valentino en Nasrdin Dchar als Nourdin, een collega van Dino Valentino.
In overleg met Amhali werd Johnny de Mol gecast als David. Nog voordat de rol van Nienke, de vriendin van David, werd gekozen waren de belangrijke rollen al wel ingevuld. Beppe Costa, Sabri Saad El Hamus, Carola Arons, Manoushka Zeegelaar Breeveld, Nader Farman en Julliard Frans.. De producenten wilden voor de rol van Nienke graag een bekende actrice. De producenten hadden Lieke van Lexmond, Yolanthe Sneijder-Cabau en Sanne Vogel in gedachten. Van Lexmond was te druk tijdens de opnames, Vogel kon niet in verband met opnames van Verliefd op Ibiza en uiteindelijk werd Sneijder-Cabau als Nienke ingezet..

### Opname
De opnames startten eind juli 2012.